# Ivan Jaremtsjoek
Ivan Jaremtsjoek (Oekraïens: Іван Іванович Яремчук) (Veliki Bisjkov, 19 maart 1962) is een voormalig Oekraïens voetballer die in het begin van zijn carrière uitkwam voor de Sovjet-Unie.

## Biografie
Jaremtsjoek begon zijn carrière bij Dnjepr Tsjerkassy en SKA Kiev en maakte in 1985 de overstap naar het grote Dinamo Kiev, waarmee hij drie keer de landstitel en drie keer de beker won. Met zijn team won hij ook de finale van de Europacup II tegen Atlético Madrid met 3-0. In 1991 ging hij voor het Duitse SpVgg Blau-Weiß Berlin spelen dat toen nog actief was in de 2. Bundesliga en daarna bij Hertah BSC, maar kon zich bij beide clubs niet in de basis spelen. Hierna speelde hij nog voor meerdere clubs.
Hij speelde op het WK 1986 en WK 1990. In 1986 scoorde hij een van de zes doelpunten in de overwinning op Hongarije.
In 2010 werd hij veroordeeld voor seksueel misbruik van een 13-jarig meisje dat hij betaalde om hem oraal te bevredigen.
1 Dasajev ·
2 Bezsonov ·
3 Tsjivadze ·
4 Morozov ·
5 Demjanenko  ·
6 Boebnov ·
7 Jaremtsjoek ·
8 Jakovenko ·
9 Zavarov ·
10 Koeznetsov ·
11 Blochin ·
12 Bal ·
13 Lytovtsjenko · 
14 Rodionov ·
15 Larionov ·
16 Tsjanov ·
17 Jevtoesjenko ·
18 Protasov ·
19 Bilanov ·
20 Alejnikaw ·
21 Rats ·
22 Krakovskji ·
Coach: Lobanovskyj
1 Dasajev  ·
2 Bezsonov ·
3 Chidijatoellin ·
4 Koeznetsov ·
5 Demjanenko ·
6 Rats ·
7 Alejnikaw ·
8 Lytovtsjenko ·
9 Zavarov ·
10 Protasov ·
11 Dobrovolski ·
12 Borodjoek ·
13 Tsveiba ·
14 Ljoetyj ·
15 Jaremtsjoek ·
16 Tsjanov ·
17 Zygmantovitsj ·
18 Sjalimov ·
19 Fokin ·
20 Gorloekovitsj ·
21 Brosjin ·
22 Oevarov ·
Coach: Lobanovskyj